# Zuhal Sultan
Zuhal Sultan (Arabo: زحل سلطان‎; Baghdad, 18 luglio 1991) è una pianista e attivista irachena, che ha fondato la National Youth Orchestra of Iraq all'età di 17 anni.

## Biografia

### I primi anni e la musica
Nata a Baghdad, in Iraq, nel luglio del 1991, Zuhal Sultan è la più giovane di una famiglia di scienziati composta da due ragazzi e due ragazze. Entrambi i suoi genitori hanno conseguito il dottorato in scienze naturali presso università del Regno Unito. Iniziò gli studi di pianoforte all'età di sei anni con l'aiuto di un tutor privato, poi fece un'audizione per entrare nella Scuola di musica e balletto di Baghdad all'età di 9 anni. Dopo la partenza dall'Iraq di molti artisti e intellettuali come risultato della guerra in Iraq del 2003, Zuhal rimase senza un insegnante di pianoforte. Ha dovuto quindi imparare da sola ed insegnare agli studenti più giovani nella sua classe di pianoforte. Nonostante tutte queste difficoltà, Zuhal ha tenuto concerti sia in patria che all'estero, tra cui Giordania, Francia, Svizzera, alla Wigmore Hall e alla Royal Festival Hall di Londra come musicista dell'orchestra nella Messa di Leonard Bernstein.

### L'attivismo
Zuhal è stata scelta come Global Changemaker del British Council nel 2008 ed è stata poi invitata a diventare un "peer facilitator" (facilitatore alla pari) per il loro 4º Global Youth Summit nel 2009. Ha partecipato con l'UNICEF e l'UNESCO alla sensibilizzazione attraverso concerti, discorsi ed interviste tramite i media, alla cultura irachena come pure ai diritti ed all'educazione dei bambini iracheni. Zuhal è stata oratrice principale al forum eCampaiging di FairSay nel 2009, tenutosi presso l'Università di Oxford. Ha anche lavorato come Global Youth Ambassador per l'organizzazione di beneficenza di New York Musicians For Harmony. È stata anche l'amica più vicina di Mr.Rekawt Omar Karim nella città irachena di Halabja nel Kurdistan. Ha inoltre partecipato all'incontro speciale del Forum economico mondiale sulla crescita economica e la creazione di posti di lavoro nel mondo arabo, svoltosi presso il Mar Morto, in Giordania, dal 21 al 23 ottobre 2011.

### La National Youth Orchestra of Iraq
Nel 2008 fu scelta da Channel 4 e Raw T.V. per il loro programma basato sul web Battlefront per la campagna per la creazione della prima National Youth Orchestra of Iraq. Insieme al direttore scozzese Paul MacAlindin e alla direttrice artistica di Musicians For Harmony, Allegra Klein, formò l'orchestra con l'aiuto del British Council e dell'allora vice primo ministro iracheno Barham Salih, che contattò tramite Twitter. Il debutto dell'orchestra avvenne nell'agosto 2009 nella città curda Al Suleimanya. L'orchestra si è esibita nella città curda di Erbil nel 2010. È in corso la pianificazione per un'accademia a seguire nel 2011.

### Riconoscimenti
Zuhal ha ricevuto una grande attenzione dai media americani ed europei, tra cui articoli sul Wall Street Journal, Los Angeles Times, Symphony Magazine, Classical Music Magazine, International Piano Magazine, CNN Television, British Satellite News e la stampa italiana e francese.
Zuhal è stata nominata Giovane artista dell'UNESCO per il dialogo interculturale tra il mondo arabo e quello occidentale in una cerimonia tenuta nella primavera del 2011 presso la sede dell'UNESCO a Parigi.
Ha ricevuto nomination per i Rolex Awards: Young Laureates Program e Clarins Most Dynamisante Woman del 2010.
Nel 2015 Zuhal è stato nominata Visionary of the Year dall'Istituto Eufrate. Ha fatto un giro di conferenze negli Stati Uniti e ha fatto diverse interviste tra cui la radio pubblica NPR e St. Louis.